# Magyar Mesék és Ifjúsági Olvasmányok Könyvtára
A Magyar mesék és ifjúsági olvasmányok könyvtára egy magyar nyelvű ifjúsági könyvsorozat volt a 20. század elején, amely a következő műveket tartalmazta:
- 1. Tündér Ilona és Argylus királyfi. 1912. 32 l.
- 2. Amerika áldozata. 1913. 32 l.
- 3. Rinaldo Rinaldini. 1913. 32 l.
- 4. Ubrik Borbála. 1913. 32 l.
- 5. Robinson Kruzoe. 1913. 32 l.
- 6. Hófehérke és a hét törpe. 1913. 32 l.
- 7. Genovéva. 1913. 32. 32 l.
- 8. Patkó Bandi. 1913. 32 l.
- 9. Sobri Jóska. 1912. 32 l.
- 10. Hamupipőke. 1912. 32 l.
- 11. Romeo és Julia. 1913. 32 l.
- 12. Rózsa Sándor. 1913. 32. 32 l.
- 13. Vitéz Hári János. 1912. 32 l.
- 14. Bogár Imre. 1912. 32 l.
- 15. Halil Ben, a favágó. 1911. 32 l.
- 16. Kereszténymészárlás. 1912. 32 l.
- 17. Szibéria ólombányáiban. 1912. 32 l.
- 18. A délafrikai húrok. 1912. 32 l.
- 19. A vérengző indiánok. 1912. 32 l.
- 20. Kubán Endre: A mi Urunk Jézus Krisztus földi vándorlásának históriája. 1913. 32 l.
- 21. A hét bölcs mester. 1912. 32 l.
- 22. Flórenz és Sion vitézek. 1912. 32 l.
- 23. Lohengrin, a hattyúlovag. 1913. 32 l.
- 24. A fehér lovag. 1913. 32, 32 l.
- 25. Kinizsi Pál. 1912. 32 l.
- 26. Kubán Endre: Hej more. 1912. 32 l.
- 27. Kubán Endre: Kóser snókesz. 1912. 32 l.
- 28. Rózsa Béla: Petőfi legszebb versei. 1912. 32 l.
- 29. II. Rákóczi Ferenc élete és halála. 1913. 32 l.
- 30. Kiss Kántor: A furfangos Cselfi huncutságai. 1913. 32 l.
- 31. A szegedi boszorkány. 1913. 32 l.
- 32. Ravasz Sámuel: Savanyú Józsi. 1912. 32, 32 l.
- 33. Kubán Endre: Páduai Szent Antal csodái. 32 l.